# پالوس وردس استیتس (کالیفرنیا)
پالوس وردس استیتس (به انگلیسی: Palos Verdes Estates) شهری در شهرستان لس‌آنجلس، کالیفرنیا ایالت کالیفرنیا است که در سرشماری سال ۲۰۱۰ میلادی، ۱۳۴۳۸ نفر جمعیت داشته‌است.